# Distrito electoral federal 22 del estado de México
El XXII Distrito Electoral Federal del Estado de México es uno de los 300 distritos electorales en los que se encuentra dividido el territorio de México para la elección de diputados federales y uno de los 40 en los que se divide el Estado de México. Su cabecera distrital es la localidad de Naucalpan de Juárez.
El Distrito XXII se encuentra al occidente del Valle de México. Desde 2022 el distrito electoral está conformado por las regiones noreste, norte y occidental del Municipio de Naucalpan de Juárez; y por la región sureste del Municipio de Atizapán de Zaragoza. Lo integran localidades como Industrial Naucalpan, Naucalpan de Juárez, San Juan Totoltepec y San Francisco Chimalpa en el Municipio de Naucalpan de Juárez; y colonias como Fuentes de Satélite, Lomas de Atizapán, Las Alamedas y Lomas de Guadalupe en el Municipio de Atizapán de Zaragoza. Lo conforman 225 secciones electorales.

## Distritaciones anteriores

### Distritación 1996 - 2005
Entre 1996 a 2005 el distrito electoral fue conformado por las regiones sureste y central del municipio de Naucalpan de Juárez, el distrito electoral rodeaba casi en su totalidad al Distrito XXIV. Lo integraban localidades como Lomas de Tecamachalco, La Mancha 1, San Esteban Huitzilacasco y San Lorenzo Totolinga. Su cabecera distrital era Naucalpan de Juárez.

### Distritación 2005 - 2017
Entre 2005 y 2017 en territorio del distrito electoral federal fue conformado por la región noreste y oriental del municipio de Naucalpan de Juárez. Lo integraban localidades como Bosques de Moctezuma, la región al oriente del Periférico Boulevard Manuel Ávila Camacho de Ciudad Satélite y Lomas de la Cañada. Su cabecera distrital era Naucalpan de Juárez.

### Distritación 2017 - 2022
Tras la distritación electoral nacional de 2014-2017 llevada a cabo por el Instituto Nacional Electoral el distrito electoral federal fue conformado por las regiones noreste, occidental y central del municipio de Naucalpan de Juárez. Lo integraban localidades como la Colonia Ahuizotla, Naucalpan de Juárez, Izcalli Chamapa y San Lorenzo Totolinga. Su cabecera distrital era Naucalpan de Juárez.

## Diputados por el distrito
| Legislatura | Periodo                                         | Diputado                        | Grupo parlamentario                  |
| ----------- | ----------------------------------------------- | ------------------------------- | ------------------------------------ |
| LI          | 1 de septiembre de 1979-31 de agosto de 1982    | María Elena Prado Mercado       | Partido Revolucionario Institucional |
| LII         | 1 de septiembre de 1982-31 de agosto de 1985    | José Luis García García         | Partido Revolucionario Institucional |
| LIII        | 1 de septiembre de 1985-31 de agosto de 1988    | Guillermo Altamirano Conde      | Partido Revolucionario Institucional |
| LIV         | 1 de septiembre de 1988-31 de octubre de 1991   | Jesús Ixta Serna                | Partido Revolucionario Institucional |
| LV          | 1 de noviembre de 1991-31 de octubre de 1994    | Rafael Bernal Chávez            | Partido Revolucionario Institucional |
| LVI         | 1 de noviembre de 1994-31 de agosto de 1997     | Alejandro Audry Sánchez         | Partido Revolucionario Institucional |
| LVII        | 1 de septiembre de 1997-15 de marzo de 2000     | José Luis Bárcena Trejo         | Partido Revolucionario Institucional |
| LVII        | 2000-31 de agosto de 2000                       | Enrique González González       | Partido Revolucionario Institucional |
| LVIII       | 1 de septiembre de 2000-31 de agosto de 2003    | Griselda Ramírez Guzmán         | Partido Acción Nacional              |
| LIX         | 1 de septiembre de 2003-10 de enero de 2006     | Concepción Cruz García          | Partido Acción Nacional              |
| LIX         | 1 de febrero de 2006-15 de marzo de 2006        | Víctor Manuel Sánchez Hernández | Partido Acción Nacional              |
| LIX         | 15 de marzo de 2006-16 de agosto de 2006        | Concepción Cruz García          | Partido Acción Nacional              |
| LIX         | 16 de agosto de 2006-31 de agosto de 2006       | Víctor Manuel Sánchez Hernández | Partido Acción Nacional              |
| LX          | 1 de septiembre de 2006-11 de diciembre de 2009 | Moisés Alcalde Virgen           | Partido Acción Nacional              |
| LX          | 11 de diciembre de 2008-31 de agosto de 2009    | María Isabel Reyes García       | Partido Acción Nacional              |
| LXI         | 1 de septiembre de 2009-1 de abril de 2012      | David Sánchez Guevara           | Partido Revolucionario Institucional |
| LXI         | 1 de abril de 2012-18 de abril de 2012          | Vacante                         | Partido Revolucionario Institucional |
| LXI         | 18 de abril de 2012-23 de abril de 2012         | David Sánchez Guevara           | Partido Revolucionario Institucional |
| LXI         | 24 de abril de 2012-31 de agosto de 2012        | María Elvira Olivas Hernández   | Partido Revolucionario Institucional |
| LXII        | 1 de septiembre de 2012-2 de marzo de 2015      | Rosalba Gualito Castañeda       | Partido Revolucionario Institucional |
| LXII        | 5 de marzo de 2015-29 de junio de 2015          | Karina Kelly Sánchez            | Partido Revolucionario Institucional |
| LXII        | 29 de junio de 2012-31 de agosto de 2015        | Rosalba Gualito Castañeda       | Partido Revolucionario Institucional |
| LXIII       | 1 de septiembre de 2015-31 de enero de 2018     | Angélica Moya Marín             | Partido Acción Nacional              |
| LXIII       | 1 de febrero de 2018-31 de agosto de 2018       | Alba María Milán Lara           | Partido Acción Nacional              |
| LXIV        | 1 de septiembre de 2018-31 de agosto de 2021    | Teresa Mora Ríos                | Movimiento Regeneración Nacional     |
| LXV         | 1 de septiembre de 2021-31 de enero de 2024     | Iván Rodríguez Rivera           | Partido Acción Nacional              |
| LXV         | 1 de febrero de 2024-27 de febrero de 2024      | Eduardo Villaseñor Cicero       | Partido Acción Nacional              |
| LXV         | 27 de febrero de 2024-31 de marzo de 2024       | Iván Rodríguez Rivera           | Partido Acción Nacional              |
| LXV         | 1 de abril de 2024-1 de junio de 2024           | Eduardo Villaseñor Cicero       | Partido Acción Nacional              |
| LXV         | 1 de junio de 2024-31 de agosto de 2024         | Iván Rodríguez Rivera           | Partido Acción Nacional              |
| LXVI        | 1 de septiembre de 2024-                        | Martha Moya Bastón              | Partido Acción Nacional              |

## Resultados Electorales

### Elecciones de 2024
|  | 52.40 % |

|  | 38.29 % |

|  | 7.35 % |

|  | 0.06 % |

|  | 1.90 % |

|  | 100.0 % |

|  | 68.54 % |

### Elecciones de 2021
|  | 39.18 % |

|  | 26.0 % |

|  | 18.09 % |

|  | 3.94 % |

|  | 1.98 % |

|  | 1.94 % |

|  | 1.57 % |

|  | 1.47 % |

|  | 1.27 % |

|  | 1.22 % |

|  | 0.08 % |

|  | 3.26 % |

|  | 100.00 % |

|  | 54.09 % |

### Elecciones de 2018
|  | 39.51 % |

|  | 36.37 % |

|  | 21.47 % |

|  | 0.07 % |

|  | 2.58 % |

|  | 100.00 % |

|  | 67.62 % |